# Jesús Rondón Nucete
 Jesús Rondón Nucete (Tovar, Mérida, 20 de junho de 1941) é um  político e escritor venezuelano. É professor de Direito Constitucional na Faculdade de Ciências Jurídicas e Políticas da Universidade dos Andes. Foi governador do estado Mérida, deputado, presidente do conselho municipal e dirigente político do Copei.
Em 2005 Rondón Nucete foi imputado pela Promotoria com cargos de conspiração, rebelião civil, ofensa aos chefes de Estado, impedimento do exercício de direitos políticos, privação ilegítima de liberdade e violência sobre servidores públicos públicos no marco do assalto à gobernación de Mérida e do golpe de Estado na Venezuela de 2002. Em 2007 o presidente Hugo Chávez anunciou uma amnistia para os participantes do assalto e em 2009; Jesús Rondón Nucete junto a outros arguidos receberiam a amnistia.
Tem sido colunista do Diario Frontera e actualmente é colunista no diário El Nacional desde 2022.